# B4U Plus
 (décembre 2024).
Si vous disposez d'ouvrages ou d'articles de référence ou si vous connaissez des sites web de qualité traitant du thème abordé ici, merci de compléter l'article en donnant les références utiles à sa vérifiabilité et en les liant à la section « Notes et références ».
B4U Plus, anciennement connu sous le nom d' Abu Dhabi Plus et avant cela Plus TV, est une chaîne de télévision de divertissement anglaise pour les films indiens avec sous-titres anglais et les séries pakistanaises au Moyen-Orient et au Royaume-Uni.

## À propos de la chaîne
B4U Network a ajouté sa dernière chaîne, B4U Plus, une chaîne spécialement préparée pour convenir au goût arabe, avec des films et des programmes doublés et originaux. La chaîne présente les derniers films de Bollywood traduits en anglais, de la musique, des programmes, des séries et des actualités de Bollywood d'une manière qui convient aux coutumes et aux traditions du monde arabe.

## Date de diffusion
Au Royaume-Uni, la chaîne a été lancée le 12 août 2013 pour B4U et Sky Network et aux Émirats arabes unis, la chaîne a été lancée le 15 septembre 2015 à 3 heures du matin, heure des Émirats arabes unis, pour B4U et Abu Dhabi Media Network.

## Programmes de la chaîne
- Star Stop
- Curry On
- India's Kitchen
- City Beats
- Hear it Here with Sudhi & Suchi
- Fit Test Wtih Bipasha
- Plus Tunes
- Big Buzz
- Bollywood Scoop

## Programmes courts
- Bollywood Minute
- Bollywood Glitz
- Whats Up Bollywood
- Bollywood Box Office
- Style DNA